# Gábes
Gábes (v anglickém přepisu Gabès, arabsky قابس‎ Qābis) je tuniské město a sídlo stejnojmenného guvernorátu a přístav na pobřeží Středozemního moře u Gábeského zálivu, asi 110 km jihozápadně od Sfaxu a 60 km západně od ostrova Džerba. V roce 2004 zde žilo přes 116 000 obyvatel a bylo tak šestým největším tuniským městem. 

## Historie

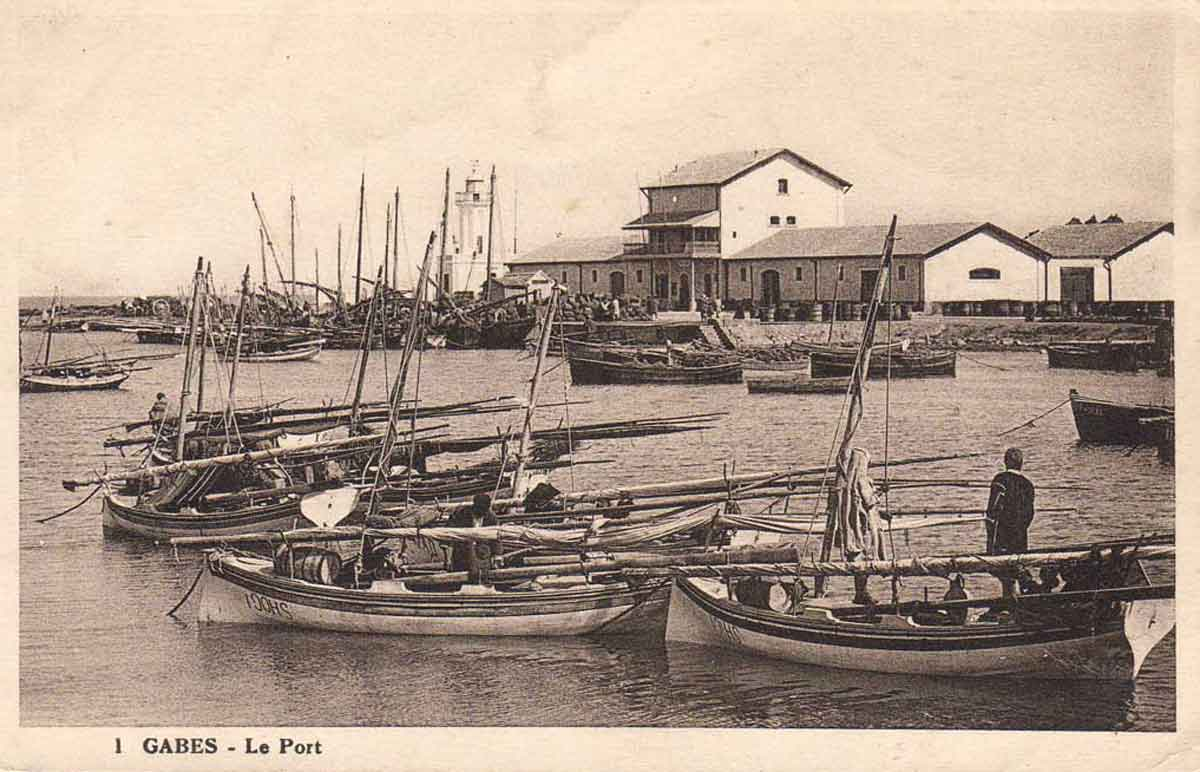
Přístav na počátku 20. století

Město založili Féničané jako obchodní středisko. Za římské nadvlády se stalo součástí provincie Tropoliana a nazývalo se Tacapae. Poprvé se o místě zmínil filosof Apuleius (125–180). V 5. století je zde doloženo sídlo biskupství a známi jsou i tehdejší tři biskupové Dulcitius, Servilius a Caius. V roce 1881 se Gábes stal součástí francouzského protektorátu. Před druhou světovou válkou byla mezi Gábesem a Madenine vybudována obranná Marethská linie. Roku 1940 město ovládli Němci. V letech 1942–1943 silně poškozeno při bojích mezi německou, anglickou a francouzskou armádou. Velkou povodní bylo město poškozeno roku 1962. V roce 2003 vznikla místní univerzita Université de Gabès.

## Průmysl
Gábes je jedním z největších průmyslových center v Tunisku. Dominuje zde především chemický průmysl. Velké množství továren má negativní dopad na čistotu vody v Gábeském zálivu, a okolí je proto málo vyhledáváno turisty. Tuniská vláda se v posledních letech snaží o snížení znečištění. Okolo města je oáza s 500 000 datlovníky a ovocnými stromy, např. granátovníky. Pěstuje se zde i henna.

## Doprava

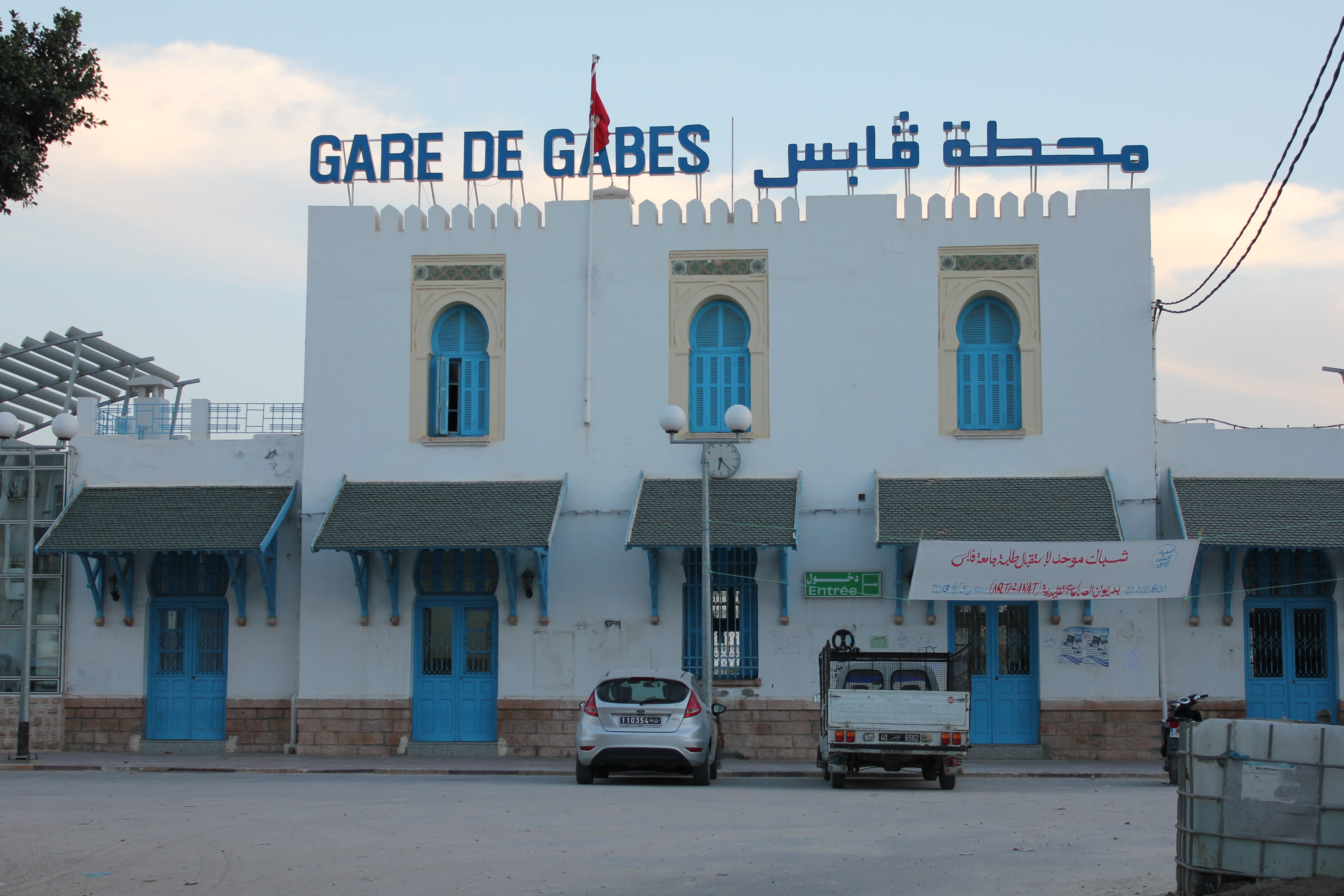
Železniční stanice

Východně od města bylo 4. června 2008 pro civilní lety otevřeno bývalé vojenské letiště Aéroport de Gabès-Matmata s kapacitou 200 000 cestujících ročně. V provozu je jediná linka do hlavního města Tunisu. Po dobudování letiště se počítá i s mezinárodním provozem. V Gábesu končí úzkorozchodná železnice o šířce 1000 mm a je nejbližší tuniskou železniční stanicí od libyjských hranic. Je plánována výstavba železnice až do libyjského pohraničního města Ras Ajdir, čímž by byla propojena libyjská a tuniská železniční síť. Přístav slouží k vývozu surovin a k rybolovu, který se zaměřuje na lov tuňáků.

## Turistika

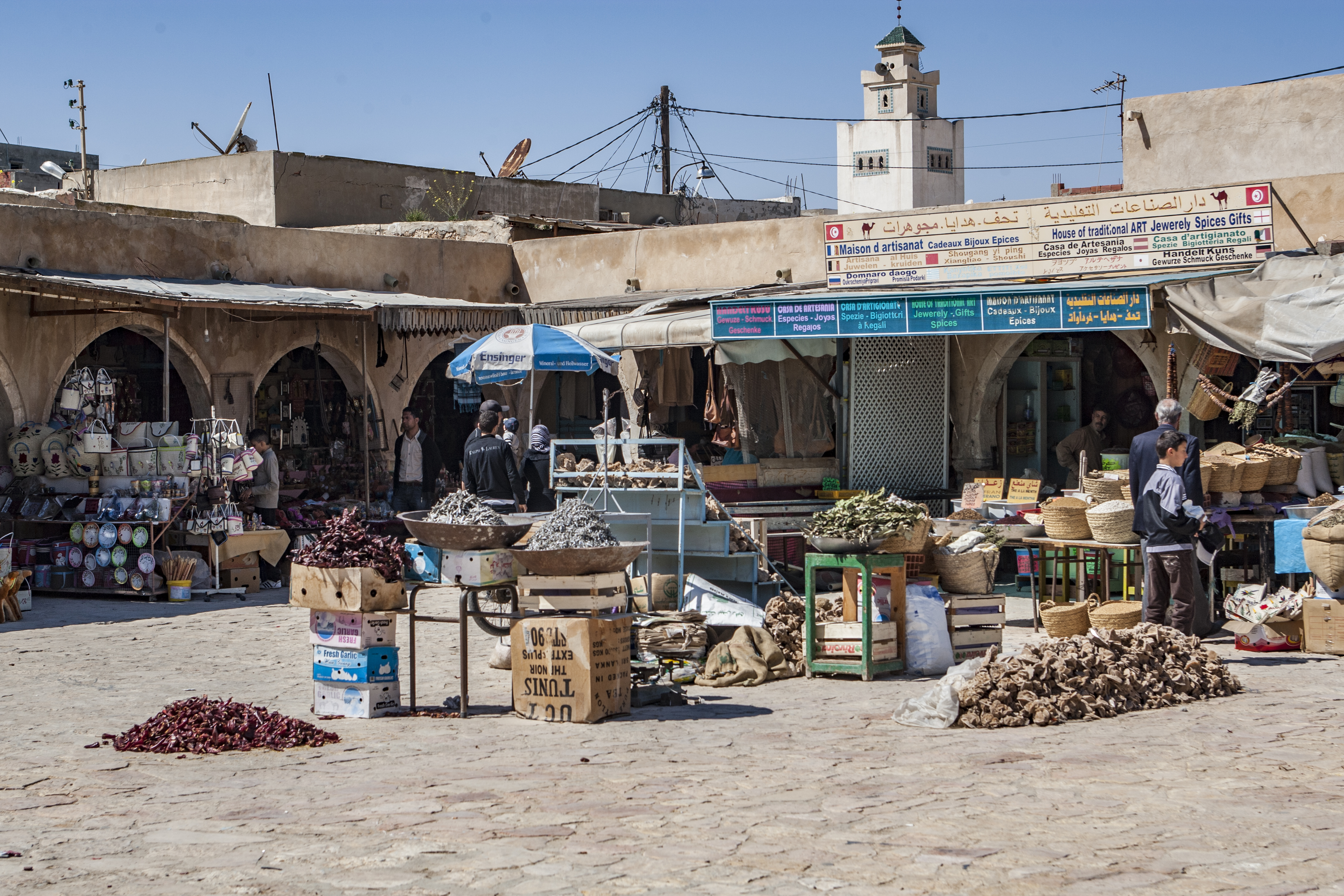
Trh

V okolí města jsou pláže. Turisté nejraději navštěvují ty jižně od města při cestě na ostrov Džerba. Nejznámější jsou Lemawa a Lemaya. Tuniská vláda chce v příštích letech vybudovat turistická střediska. Gábes je vhodným výchozím bodem k výletů do vnitrozemí a pouště. Nejnavštěvovanějším místem v okolí je 40 km vzdálená Matmata. Gábeská oáza byla v roce 2008 jako unikátní ekosystém v pouštním prostředí navržena na seznam Světového dědictví UNESCO. V oáze je okolo 150 pramenů s kapacitou 650 litrů vody za sekundu.

## Osobnosti
V Gábesu se narodili izraelští politici Avraham Ti'ar a Silvan Šalom.